# مشروع كاسندرا
مشروع كاسندرا (بالإنجليزية: Project Cassandra)‏ هو اسم العملية الأمنية التي أفضت إلى كشف الشبكة التابعة لحزب الله اللبناني المتورطة في عمليات تهريب المخدرات إلى الخارج والاستعانة بالأموال الناتجة عنها لتمويل قتال الحزب المصنف على قائمة الإرهاب في سوريا. والمشروع جهد تقوده إدارة مكافحة المخدرات (DEA) لتقويض تمويل حزب الله من مصادر المخدرات غير المشروعة.
وقد شاركت فيها أجهزة أمن من سبع دول على رأسها فرنسا وبلجيكا وألمانيا وإيطاليا.
بدأت التحقيقات ضمن «مشروع كاسندرا» في فبراير/شباط 2015، وقد اكتشفت التحقيقات تحويل مبالغ مالية من قبل أشخاص وشركات على صلة بحزب الله اللبناني إلى كولومبيا، وجرت الكثير من تلك العمليات عبر لبنان، الأمر الذي اكتشفته أجهزة أمن أوروبية بالتعاون مع نظيرتها الأمريكية. وبحسب البيان الأمريكي فإن «مشروع كاسندرا» اعتمد اعتمادًا كبيرًا على التحقيقات المرتبطة بقضية سابقة تتعلق بفضائح مالية تتعلق بـ«البنك اللبناني الكندي» الذي سبق أن ربطته تحقيقات أمريكية بعمليات تمرير أموال لصالح حزب الله.